# Мстув (Малопольське воєводство)
Мстув (пол. Mstów) — село в Польщі, у гміні Йодловник Лімановського повіту Малопольського воєводства.
Населення — 507 осіб (2011).
У 1975-1998 роках село належало до Новосондецького воєводства.

## Демографія
Демографічна структура станом на 31 березня 2011 року:
|          | Загалом | Допрацездатний вік | Працездатний вік | Постпрацездатний вік |
| -------- | ------- | ------------------ | ---------------- | -------------------- |
| Чоловіки | 252     | 70                 | 154              | 28                   |
| Жінки    | 255     | 68                 | 133              | 54                   |
| Разом    | 507     | 138                | 287              | 82                   |